# Festival del Pitic
Fiestas del Pitic es un festival cultural mexicano que celebra la fundación de la ciudad de Hermosillo, capital del estado de Sonora. Fundadas por el presidente municipal Francisco Búrquez, la primera edición fue en el año 2002 con el nombre de Fiestas del Pitic. 

## Breve historia de Hermosillo
El 18 de mayo, Día de la Santísima Trinidad, Alférez Juan Bautista de Escalante, Teniente de Alcalde Mayor del Real de Nuestra Señora del Rosario de Nacozari, en compañía del sacerdote jesuita Ádamo Gilg y del capitán de guerra llamado Pedro Baricua fundó la ranchería de indígenas cocomacaques Santísima Trinidad de El Pitiquín, o simplemente El Pitic, localizada en la confluencia de los ríos de Sonora y de Dolores (San Miguel).
El toponímico pitiquín es una descomposición del vocablo pitiquim, que proviene de la lengua cahíta compuesta de piti, apócope de pitia, que significa rodear, aprensar, oprimir y quim, que es una corrupción de jaquiam, plural de jaquía, que significa arroyo, por lo tanto, podemos decir que pitiquín significa: lugar rodeado por arroyos. Aunque algunos lo traducen como: lugar donde se juntan los ríos. Los pápagos utilizan la palabra para designar a una horqueta, que es una Y griega que forman las ramas de un árbol [cita requerida]
En 1741, Agustín de Vildósola y Aldecoa, gobernador de Sonora, decidió construir el Presidio bajo la protección de un cerrito localizado a la margen izquierda del río Sonora, que hoy en día conocemos como Cerrito de la Cruz, donde hoy es Villa de Seris. A ese presidio se le conoció como Presidio de San Pedro de la Conquista del Pitic.
El 16 de julio de 1744, Agustín de Vildósola y Aldecoa, construyó una hacienda en la orilla derecha del río de Sonora, a la que le dio el nombre de Hacienda del Pitíc. El casco de la hacienda de Vildósola se localizaba donde hoy en día es la Plaza Zaragoza, en el centro cívico de nuestra ciudad.
El 29 de agosto de 1783, el comandante general de las Provincias Internas de Occidente don Teodoro de Croix solicitó que la Hacienda del Pitic recibiera el título de Villa denominándola Villa de San Pedro de la Conquista del Pitic. 
El 5 de septiembre de 1828, el Congreso Constitucional del Estado Libre y Soberano de Occidente, elevó a la antigua Villa de San Pedro de la Conquista del Pitíc, a la categoría de ciudad, otorgándole el nombre de Hermosillo, en honor al Maris cal de Campo José María Felipe González Hermosillo y Chávez, un insurgente de la Independencia de México nacido en Zapotlán el Grande, Jalisco (hoy Ciudad Guzmán), que luchó durante ocho años por la patria, hasta ofrendar su vida.

## Inicios y desarrollo

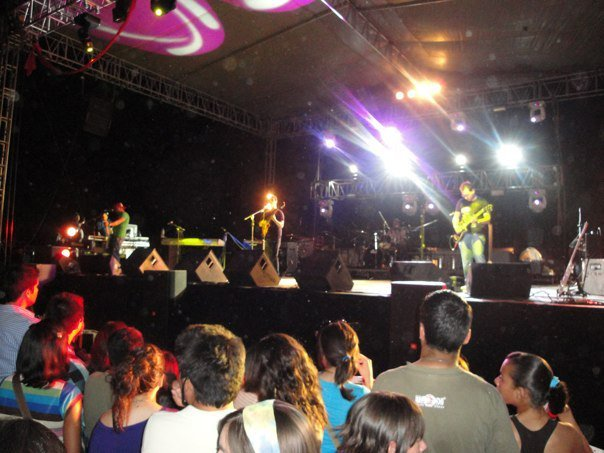

El origen de la capital del Estado de Sonora, data del año 1700, cuando se fundaron los pueblos de Nuestra Señora de Pópulo, Nuestra Señora de los Ángeles y La Santísima Trinidad del Pitic, habitados por seris, tepocas y pimas bajos.3 Se tiene conocimiento que el primer asentamiento humano en las inmediaciones de la actual presa Abelardo L. Rodríguez, fue el 18 de mayo de 1700 y de tal manera, desde el año 2002 el Ayuntamiento de Hermosillo, a través del Instituto Municipal de Cultura, Arte (IMCA), organiza este festival como conmemoración. Es por eso que, se le nombró en un inicio, Fiestas del Pitic, en tributo a la fundación de la ciudad de Hermosillo denominada como Villa del Pitic (lugar donde se juntan los ríos o las aguas en idioma Yaqui).

## Objetivos de Fiestas del Pitic
- Ofrecer una programación artística que dé cuenta de lo más destacado del quehacer artístico local, nacional e internacional.
- Propiciar el intercambio de experiencias artísticas.
- Fomentar la actualización y el perfeccionamiento del quehacer mediante un programa pedagógico en el que participen especialistas en diferentes disciplinas artísticas.
- Promover la diversidad cultural de la región.
- Impulsar la formación de públicos a través de programas y actividades enfocados en el público infantil y los jóvenes.
- Favorecer la creación artística: por medio del apoyo a proyectos concretos, mediante la organización de talleres y residencias que propicien el intercambio de experiencias y la actualización de técnicas.
- Descentralizar la oferta cultural que genera el festival al programar actividades en las diferentes colonias y localidades del Municipio de Hermosillo.
- Impulsar la producción y coproducción de espectáculos ya sea por medio de talleres o residencias.
- Convertir a Hermosillo en un importante centro cultural nacional que motive la visita de viajeros regionales, nacionales e internacionales.
- Promover la difusión de nuestro patrimonio cultural.[1]

## Tipos de espectáculos
Al empezar como Fiestas del Pitic, el programa ha incluido conciertos musicales, obras de teatro, presentaciones coreográficas, arte callejero, exposiciones de arte. También, es una oportunidad para conocer a los artistas sonorenses actuales a través de charlas y presentaciones de productos editoriales, cursos especializados, talleres artísticos para niños, premiación de concursos, exhibición y venta de productos regionales, corredor gastronómico  y la presencia de nuestros pueblos originarios con sus expresiones culturales, artesanía, comida y medicina tradicional.

## Ediciones

### XX edición (2022)
Música
- Moderatto
- Fonseca (cantante)
- Christian Nodal
- Los Apson
- Grupo Yndio
- Simpson Ahuevo

### XIV edición (2016)
La edición del año 2016 se llevó a cabo de 26 al 31 de mayo con el eslogan “Hermosillo con su gente”. El Instituto Municipal de Cultura y Arte (IMCA) confirmó más de 900 artistas en escena distribuidos en 21 foros durante el festival. Algunos de los artistas que estuvieron en esta edición fueron La Sonora Santanera, Earth Wind and Fire, y Ana Moura, además del tenor español José Carreras. También se entregó el XIV Premio Nacional de Poesía Alonso Vidal.
Espectáculos visuales
- ATOM. Christopher Bauder y Robert Henke, originarios de Alemania presentaron una serie de composiciones musicales protagonizada por 64 globos de helio iluminados.
- AVC El Parque

Artistas plásticos
- Alejandro Almanza Pereda y José Luis Cortés Santander
- Iván Aguirre y Miguel Herrera
- Francisco Toledo

Teatro y danza
- Juana in a million
- Transkinestesia Cyborg

Música
- Tambuco
- Cuarteto Latinoamericano
- Estudio de Ópera de Bellas Artes
- Boogarins
- The Villanovas
- Gilby Clarke
- Carmelo Torres y los Toscos
- Dhoad gitanos de Rajastán
- Paquito D’Rivera Sextet
- Paté de Fua
- The Hong Kong Blood Opera

### XIII edición (2015)
"Todo mundo en Hermosillo" fue el eslogan de esta última edición. El programa contó con la participación de Fito Páez, Aleks Syntek, Armando Manzanero acompañado de la Orquesta Filarmónica de Sonora y Los Van Van de Cuba, todo ello en la plaza Alonso Vidal. En la Plaza Bicentenario se presentaron José Mercé, Totó La Momposina y Andreas Zanetti; y, en el escenario joven, Panteón Rococó.
Además de música, también como en casi todas sus ediciones hubo un espacio para la literatura en el Paseo Literario Velasco con presentaciones de los libros de Sergio González y Antonio Ortuño, así como de discos y conciertos de Buena Vibra Social Sound y Quinteto La Campana.

### XII edición (2014)
Se celebró el 314 aniversario de fundación de Hermosillo del 29 de mayo al día 1 de junio del 2014, en donde se tuvo la participación de artistas provenientes de 10 países. Los más destacados fueron la cantante puertorriqueña Olga Tañón, los grupos Molotov, Charanga Habanera y Yemen Blues, así como el tenor hermosillense Jesús León.
Tuvo como subsedes dos colonias de la capital de Sonora, una al norte y otra al sur de esta capital; además del poblado Miguel Alemán y a la comunidad de Bahía de Kino.

### XI edición (2013)
En el año del 2013 el festival se llevó a cabo del 30 de mayo al 2 de junio. En dicha edición, se hizo entrega de la Medalla Emiliana de Zubeldía ceremonia que estuvo acompañada por un concierto del acordeonista Luis Antonio Barberena.
Algunos de los espectáculos más sobresalientes fueron el de Juntas y… revueltas por Susana Zavaleta y Regina Orozco; También, se presentó Carlos Vives y en el escenario joven estuvieron los grupos de Kinky y algunos grupos de la localidad como Matavenados, De Descartes a Kant y Los mejores amigos.
Además, en un programa de extensión, las Fiestas del Pitic 2013 estuvo en las colonias Los Olivos, Solidaridad y en la localidad de San Pedro el Saucito con las percusiones de Tun-Ka que se presentaron en dichas colonias con instrumentos realizados con materiales de reúso.

### X edición (2012)
En la décima edición se presentaron en las noches de gala, Gregory Hopkins y The Harlem Jubilee. También, en las llamadas "noches de cabaret" estuvo el grupo del Norte de México: NORTEC. Uno de los eventos que tuvo más afluencia fue el que se llevó a cabo en el escenario joven presentando al grupo puertorriqueño, Calle 13; dicho escenario se consolidó por el gusto de los jóvenes, ya que se tuvo asistencia de más de 20 mil jóvenes durante los días de duración del evento.
En otras disciplinas, se presentó el libro "Matar" del escritor sonorense Carlos Sánchez,la película Casi 30 filmada en el estado y en el marco de la VI Muestra Nacional de Teatro, el director Sergio Galindo llevó a cabo su obra "Alonso del Sahuaral Sonora"

### IX edición (2011)
Los artistas principales de esta edición fueron Eugenia Léon, Carlos Cuevas, La Sonora Santanera y Fernando Lima. Esta vez las fechas del festival fueron del 26 al 29 de mayo y ya se contaba, para ese entonces con una asistencia de alrededor de 200 mil personas.